# مرغ کریچ‌ساز یال‌آتشی
مرغ کریچ‌ساز یال‌آتشی (نام علمی: Sericulus bakeri) نام یک گونه از سرده گذرسازها است.